# Władimir Ikonnikow
Władimir Dmitrijewicz Ikonnikow (ros. Владимир Дмитриевич Иконников, ur. 23 lipca 1920 w Jekaterynburgu, zm. 27 grudnia 2000 w Moskwie) – radziecki lotnik wojskowy w stopniu pułkownika i Bohater Związku Radzieckiego (1944).

## Życiorys
Skończył 7 klas szkoły średniej w Swierdłowsku, później uczył się w aeroklubie, od listopada 1938 służył w Armii Czerwonej. W 1940 ukończył wojskową lotniczą szkołę pilotów w Engelsie i został dowódcą załogi samolotu w 200 lotniczym pułku bombowców dalekiego zasięgu w Nadbałtyckim Okręgu Wojskowym, od czerwca 1941 uczestniczył w wojnie z Niemcami. Od maja 1942 walczył w składzie 455 (później 30 gwardyjskiego) lotniczego pułku bombowców dalekiego zasięgu, później w Lotnictwie Dalekiego Zasięgu (48 Dywizja Lotnicza 8 Korpusu Lotniczego), następnie w 18 Armii Powietrznej. W listopadzie 1942 został dowódcą klucza, a w lutym 1944 zastępcą dowódcy eskadry, w walkach powietrznych był dwukrotnie zestrzelony (latem 1941 i latem 1942) i wyskoczył na spadochronie, raz lądował awaryjnie. Był ranny. Do października 1944 wykonał 258 lotów bojowych, w tym 253 nocą, bombardując obiekty na głębokich tyłach wroga. Łącznie podczas wojny wykonał 285 lotów bojowych, w tym 263 nocą. 142 razy wykonywał loty na głębokich tyłach wroga, zrzucając łącznie 397 ton bomb. Czterokrotnie bombardował Królewiec (18 lipca 1942, 4 września 1942, 10 kwietnia i 12 kwietnia 1943), poza tym bombardował Insterburg (Czerniachowsk; 22 lipca 1944), Tilzit (Sowieck; 25 lipca 1944), Budapeszt (14 września 1944), Debreczyn (15 września 1944), Warszawę (12 maja 1943), czterokrotnie Oulu (12, 21, 26 i 27 lutego 1944) i dwukrotnie Kirkenes (28 grudnia 1943 i 5 stycznia 1944). Ponadto bombardował obiekty w Witebsku, Briańsku, Orle, Smoleńsku, Rosławiu, Swinemünde (Świnoujściu), Gdańsku, Szczecinie, Berlinie, Wyborgu, Wilnie i Lidzie. Podczas wykonywania zadania bojowego w rejonie Wilna został zaatakowany przez Messerschmitt, który wówczas zestrzelił w walce. W 1948 ukończył wyższą szkołę oficerską i został dowódcą eskadry, później instruktorem przysposobienia bojowego, w październiku 1972 zakończył służbę w stopniu pułkownika. Został pochowany na Cmentarzu Wagańkowskim w Moskwie.

## Odznaczenia
- Złota Gwiazda Bohatera Związku Radzieckiego (5 listopada 1944)
- Order Lenina (trzykrotnie, 13 marca 2944, 5 listopada 1944 i 16 października 1957)
- Order Czerwonego Sztandaru (trzykrotnie, 31 grudnia 1942, 10 kwietnia 1943 i 22 lutego 1955)
- Order Wojny Ojczyźnianej I klasy (dwukrotnie, 18 lipca 1945 i 11 marca 1985)
- Order Czerwonej Gwiazdy (dwukrotnie, 30 kwietnia 1954 i 23 lutego 1962)
- Medal „Za zasługi bojowe” (15 listopada 1950)
- Medal „Za obronę Moskwy”
- Medal „Za obronę Leningradu”
- Medal „Za obronę Radzieckiego Obszaru Podbiegunowego”
- Medal „Za zdobycie Królewca”
- Medal „Za zdobycie Berlina”
- Medal „Za zwycięstwo nad Niemcami w Wielkiej Wojnie Ojczyźnianej 1941–1945”
- Medal jubileuszowy „30 lat Armii Radzieckiej i Floty”